# 聖荷西德孟特

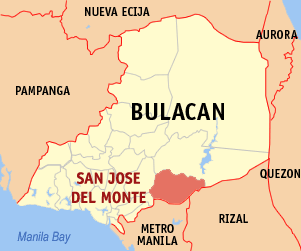
布拉干省的地圖，示聖荷西德孟特市所在地

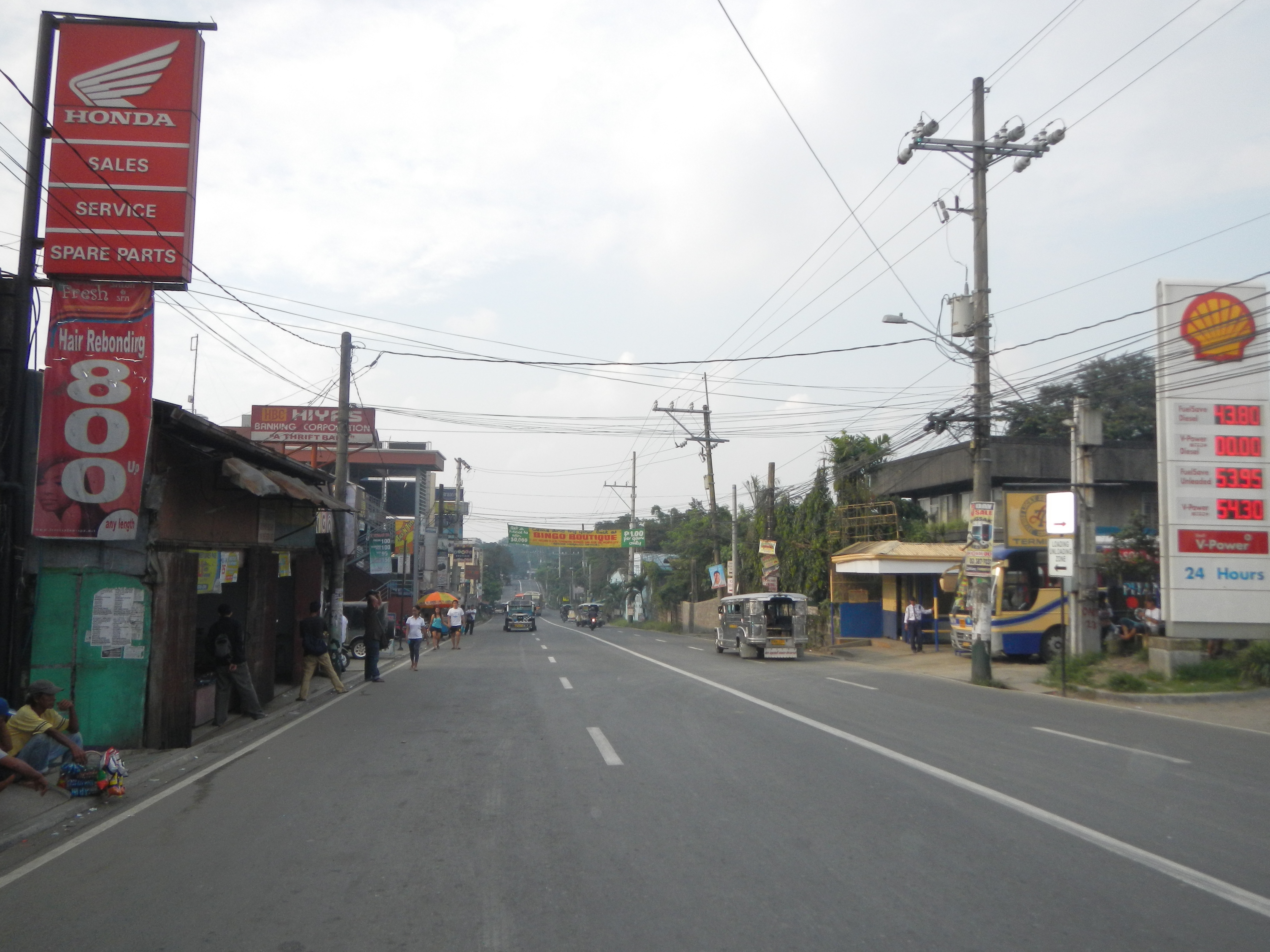

聖荷西德孟特（他加祿語：San Jose del Monte，咱儂話：仙扶西黎文地）是菲律賓布拉干省的一座城市。面積105.53平方公里。根據2015年人口普查結果，聖荷西德孟特市擁有574,089名居民。現下轄59個描籠涯。